# Olaus Nicolai Dalenius
Olaus Nicolai Dalenius, född okänt, död 1676 i Österfärnebo socken, var en svensk präst och riksdagsman.

## Biografi
Olaus Nicolai Dalenius nämns först som krigspräst i Hälsinge regemente som under Fleming intågade i Jämtland 1644 under vad som kallas Torstensons krig. Jämtlands präster hade sedan en tid lytt under Danmark, men under kriget övergick somliga till ärkebiskopen i Uppsala och Svenska kyrkan som de tillhört dessförinnan. Dalenius blev i samband med detta den 28 april 1644 kyrkoherde i Sunne socken. Han ledde sin församling från Frösö kyrka på grund av krigsläget och berättade att områdets svenska eller svenskvänliga präster var tvungna att beskyddas av soldater under gudstjänsterna. Redan 1645 återtog danskarna kontrollen över kyrkan, företrädaren Mogens Pedersen Herdal återtog kontrollen över Sunne, varmed Dalenius förlorade tjänsten. Dalenius blev då kyrkoherde i Österfärnebo socken. Sunne fick sedan först 1665 en ny svensk präst, Joannes Olai Petræus, svärfar till Johannes Hofverberg.
Dalenius var vid riksdagen i Göteborg 1660 och riksdagen i Stockholm 1660.
Dalenius var gift med Christina Gefleria. De fick två döttrar.